# Karami ai
Karami ai (からみ合い? lett. "Intreccio"), conosciuto anche col titolo The Inheritance, è un film del 1962 diretto da Masaki Kobayashi.